# Jiří Šámal (kameraman)
Jiří Šámal (* 14. října 1934, Třebíč) je český kameraman. Jeho synem je historik umění Petr Šámal, dále dcery Jana Hurley Šámalová a Monika Štibrányi a syn Jiří Šamal.

## Biografie
Jiří Šámal se narodil v roce 1934 v Třebíči, nastoupil na studium na katedru produkce na FAMU, ale následně přešel na katedru filmového a televizního obrazu, kde v roce 1959 absolvoval. Nastoupil na pozice asistenta kamery do barrandovských ateliérů, spolupracoval s Josefem Illíkem a Josefem Střechou. V 50. a 60. letech spolupracoval také s Vlastou Janečkovou a Karlem Kachyňou, poprvé jako samostatný kameraman pracoval na filmu Sousto Jana Němce v roce 1960. Následně pracoval např. se Štěpánem Skalským, se kterým naročil film Útěk, za který získal v roce 1968 ocenění Trilobit na konferenci Svazu československých filmových a televizních umělců FITES. Pracoval pak také s Ladislavem Helgem, Hynkem Bočanem nebo Antonínem Moskalykem. 

## Ocenění
V roce 1973 získal mezinárodní filmovou cenu za kameru ve filmu Slovanské tance pod režijním vedením Václava Hudečka. Dne 24. února 2021 získal ocenění za celoživotní kameramanské dílo v rámci Cen Akademie českých kameramanů. V roce 2024 byl oceněn Cenou města Třebíče.